# 한태현
한태현(2005년 9월 8일 ~)은 대한민국의 가수다. 2022년 싱글 앨범 [아라리 인생]으로 데뷔했다.

## 방송
- 아침마당 (2022)
- 불타는 트롯맨 (2022) - Top100

## 음반
- 아라리 인생 (2022)